# 万鄂湘
万鄂湘（1956年5月—），汉族，湖北公安人，中国国际法学者，法官，民主党派，中华人民共和国政治人物，原副国级领导人。武汉大学国际法研究所博士研究生，美国耶鲁大学法学院研究生。1990年10月，加入中国国民党革命委员会；是民革第十届、十一届中央副主席，第十二届中央主席。曾任第十二届、十三届全国人大常委会副委员长、中华人民共和国最高人民法院副院长（时为二级大法官）、第十届、十一届全国政协常务委员，以及中国国民党革命委员会中央委员会主席。

## 生平

### 早年经历
中学毕业后，万鄂湘作为知识青年，于1974年插队到湖北省公安县达河公社劳动锻炼；高考制度恢复后，于1977年考入武汉大学外语系学习英语；毕业后，留校任教；1982年，考入武汉大学法学院，攻读国际法专业，师从著名国际法学家韩德培教授，先后获得硕士、博士学位。1985年，在全国公派留学考试中，被耶鲁大学法学院录取，进修一年；后又在密歇根大学法学院做访问学者。1988年回国后，万鄂湘出任武汉大学国际法系副主任，晋升副教授，时年32岁。
1991年，万鄂湘再次被派国外进修，在德国海德堡马普研究所做访问学者；1992年回国后，晋升武汉大学国际法研究所教授；1993年，出任研究所所长。在其任内，创办了“武汉大学社会弱者权利保护中心”，向未成年人、老年人、妇女、残疾人和行政诉讼的原告等社会弱势群体提供无偿法律援助，这是中华人民共和国第一个法律援助机构。

### 法官
1997年，万鄂湘出任湖北省武汉市中级人民法院副院长；1999年12月，升任湖北省高级人民法院副院长；在此期间，他一直兼任武汉大学国际法研究所所长。2000年4月29日，在第九届全国人大常委会第十五次会议上，被任命为中华人民共和国最高人民法院副院长、审判委员会委员；时年44岁的万鄂湘，成为最高人民法院最年轻的大法官。
2002年12月，在民革第十次全国代表大会上，万鄂湘当选中央委员会副主席（排名最末）；2011年，晋升民革中央常务副主席；2012年12月，当选民革第十二届中央委员会主席。

### 全国人大常委会副委员长
在2013年3月召开的第十二届全国人民代表大会第一次会议上，万鄂湘以民革中央主席的身份当选全国人大常委会副委员长；3月19日，因《全国人民代表大会组织法》关于全国人大常委会组成人员不得担任国家审判机关职务的规定，在第十二届全国人大常委会第一次会议上被免去最高人民法院副院长等职务。
2014年11月，万鄂湘陪同习近平视察福建。
2020年12月，美国国务院宣布以香港问题为由制裁全国人大常委会14名副委员长，万鄂湘在列其中。
2021年7月1日，万鄂湘在庆祝中国共产党成立100周年大会上代表各民主党派、工商联和无党派人士联合致贺词。2021年7月19日，全国人大常委会畜牧法执法检查组举行第二次全体会议，研究讨论执法检查报告稿，部署有关工作。全国人民代表大会常务委员会副委员长吉炳轩、万鄂湘、武维华出席。
2023年3月，万鄂湘在十四届全国人大一次会议后卸任全国人大常委会副委员长退休。